# 1868 في المملكة المتحدة
فيما يلي قوائم الأحداث التي وقعت خلال عام 1868 في المملكة المتحدة.

## سياسة

### تعيين في المنصب
- 27 فبراير – بينجامين دزرائيلي رئيس وزراء المملكة المتحدة.
- 3 ديسمبر – وليم غلادستون رئيس وزراء المملكة المتحدة.

### انتهاء فترة المنصب
- 27 فبراير – إدوارد سميث ستانلي زعيم حزب المحافظين (المملكة المتحدة)، رئيس وزراء المملكة المتحدة.
- 29 فبراير – بينجامين دزرائيلي مستشار الخزانة،رئيس وزراء المملكة المتحدة.
- 3 ديسمبر – جون رسل زعيم معارضة.

## مواليد

### يناير
- 1 يناير – جاك غراهام لاعب كرة قدم من المملكة المتحدة.
- 2 يناير – آرثر غور لاعب كرة مضرب بريطاني.
- 8 يناير – فرانك واتسون دايسون عالم فلك من المملكة المتحدة.
- 9 يناير – إيرين بارلبي سياسية كندية.

### فبراير
- 8 فبراير – ليونيل وولتر دي روتشيلد سياسي بريطاني.
- 27 فبراير – جورج فريدريك ستيل طبيب أطفال من المملكة المتحدة.

### مارس
- 22 مارس – ألفريد فاولر عالم فلك بريطاني.

### أبريل
- 10 أبريل – جورج أرليس
- 14 أبريل – آني سكوت ديل ماندر عالمة فلك بريطانية.
- 16 أبريل – سبوتيسوود إيتكن
- 26 أبريل – هارولد هارمسورث سياسي من المملكة المتحدة.

### يونيو
- 2 يونيو – ديفيد أشوورث لاعب ومدرب كرة قدم أيرلندي.
- 5 يونيو – جيمس كونولي
- 6 يونيو – روبرت فالكون سكوت مستكشف من المملكة المتحدة.
- 7 يونيو – تشارلز ريني ماكينتوش
- 14 يونيو – جيلبرت ووكر
- 24 يونيو – هارولد موراي مؤرخ بريطاني.

### يوليو
- 6 يوليو – فيكتوريا أميرة المملكة المتحدة
- 14 يوليو – غيرترود بيل مستكشفة بريطانية.

### أغسطس
- 18 أغسطس – رينولد نيكلسون

### أكتوبر
- 23 أكتوبر – فريديريك لانكستر

## وفيات

### فبراير
- 10 فبراير – ديفيد بروستر (مواليد 1781)
- 15 فبراير – وليام روتر دوز (مواليد 1799) عالم فلك بريطاني.

### يونيو
- 17 يونيو – جورج آرنوت ووكر-آرنوت (مواليد 1799) عالم نبات بريطاني.

### يوليو
- 21 يوليو – ريتشارد سميث (مواليد 1783)

### أغسطس
- 17 أغسطس – دنكان فوربس (مواليد 1798)

### ديسمبر
- 31 ديسمبر – جيمس ديفيد فوربس (مواليد 1809)